# The Doobie Brothers
The Doobie Brothers sono un gruppo musicale statunitense nato negli anni settanta, da annoverare nel genere rock con componenti blues-funky. Inizialmente formato nel 1969 prima da Tom Johnston, chitarrista e autore dei testi, e da John Hartman, batterista, cui si sono affiancati a mano a mano altri musicisti. Il nome del gruppo deriva da un termine slang per indicare la marijuana. Durante la loro carriera i Doobie Brothers hanno vinto un gran numero di Grammy Award e dischi d'oro e di platino.
Tra i loro successi What a Fool Believes, Jesus Is Just Alright, Black Water, China Grove, Listen to the Music e Long Train Runnin'.

## Storia del gruppo

### I Doobies: la band originale

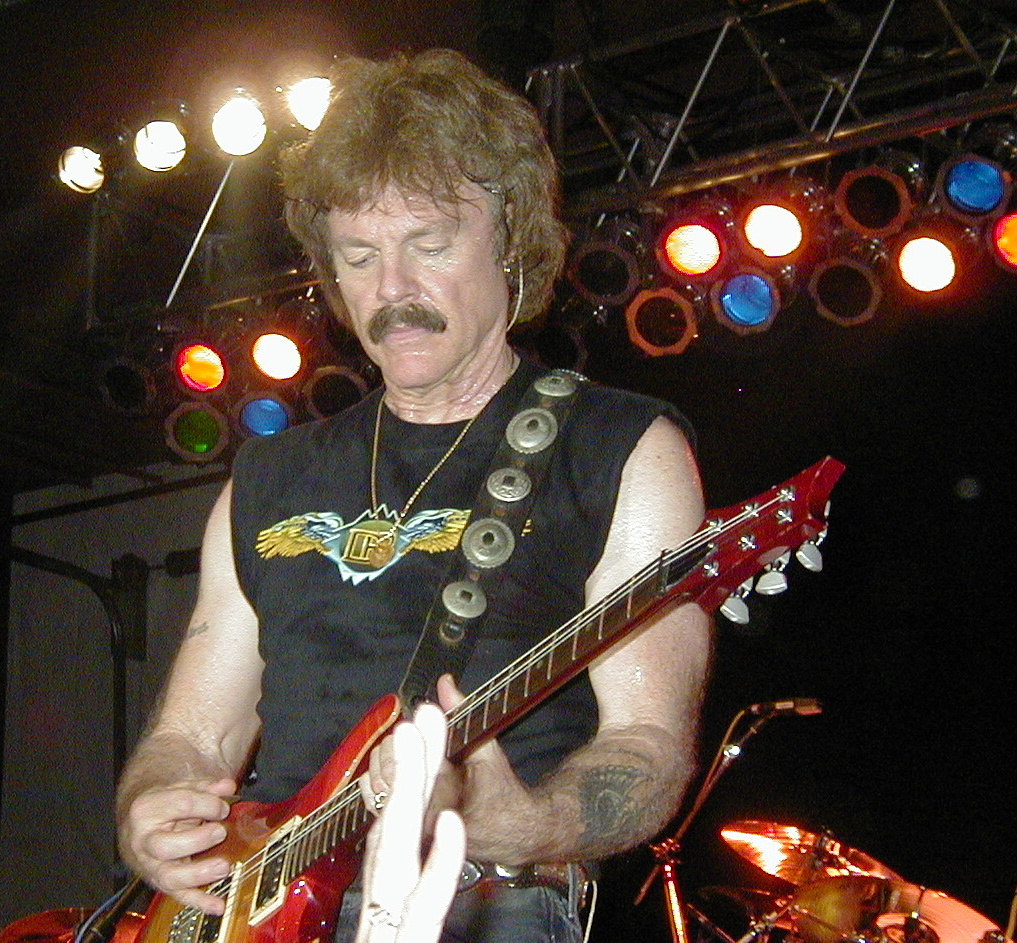
Il chitarrista dei Doobie Brothers, Tom Johnston

Il primo nucleo della band si formò nel 1969 a San Jose: Tom Johnston (chitarra, voce) e John Hartman (batteria) traggono una prima ispirazione dal progetto musicale dei Moby Grape di Skip Spence con il quale ebbero modo di collaborare, scegliendosi come nome Pud, un termine slang dal significato ambiguo. L'anno successivo, con l'arrivo del bassista Dave Shogren e del chitarrista, cantante e compositore Patrick Simmons, mutarono il nome in The Doobie Brothers: saranno sempre conosciuti come i Doobies o Doobs. Tennero in quel periodo numerosi concerti in tutta la California attirandosi simpatie e fan tra i gruppi locali di Hell's Angels e esibendosi con regolarità in uno dei locali preferiti dai bikers, il Chateau Liberté nelle zone montuose a sud di San Francisco. Le due anime del gruppo, la chitarra di Johnston con il suo R&b e quella di Simmons con il suo fingerstyle, sono diverse ma compatibili e regalano una varietà di ispirazione che spazia tra i generi.
I primi demo procurarono ai Doobs un contratto con la Warner Bros. Records e la band definì già dal debutto il proprio suono distintivo con due chitarre soliste all'unisono, armonie tripartite e un frenetico tappeto sonoro. L'immagine (giacche in pelle e motociclette) non si rispecchiò nei contenuti del primo disco omonimo del 1971 ricco invece di sonorità acustiche e influenze country. Il disco vendette solo poche copie tra gli hippy della West Coast ma il secondo album Toulouse Street li proiettò al successo con i pezzi, oggi dei classici del rock, Listen to the Music, Rockin' Down the Highway, Jesus Is Just Alright e l'arpeggiata, suadente title track (scritta da Simmons con un testo che si ambienta a New Orleans), grazie anche al lavoro del produttore Ted Templeman, al tastierista Bill Payne (Little Feat) che partecipò alla realizzazione di tutti gli LP fino a Stampede e all'ausilio di musicisti ospiti ai fiati. Durante le registrazioni il bassista Shogren se ne andò e fu sostituito da Tiran Porter che contribuì a rendere più funky il sound e si aggiunse con la sua voce di baritono ai cori travolgenti di Johnston e Simmons. Fu anche reclutato un secondo batterista, Michael Hossack, e la compresenza di due batteristi restò sempre una caratteristica dei Doobies.

Una serie di canzoni indimenticabili firmate da Johnston fecero seguito: Long Train Runnin' e China Grove dall'LP The Captain and Me del maggio 1973, un album che resta un magnifico esempio di energetico boogie, una via di mezzo tra The Allman Brothers Band e i più lirici Crosby & Nash e Eagles. Sul palco il pezzo Without You composto coralmente si trasformava in un'infuocata jam session di oltre 15 minuti. Con un'altra sostituzione (Keith Knudsen per Hossack alla batteria) durante le registrazioni, fecero uscire il quarto LP nel 1974 What Were Once Vices Are Now Habits e partirono in tournée con l'aggiunta di Jeff “Skunk” Baxter (ex Steely Dan) come terzo chitarrista. Baxter aveva già aggiunto la sua pedal steel guitar ad alcuni pezzi (South City Midnight Lady, Black Water e Tell Me What You Want) ed era rimasto senza ingaggio dopo il ritiro dalle scene di Donald Fagen e Walter Becker che desideravano lavorare solo in studio per il futuro. In marzo del 1975 Black Water (scritta da Simmons) arrivò al primo posto della classifica Billboard Hot 100, è un pezzo dalle interessanti influenze bluegrass con un melodico ritornello finale cantato a cappella:

(Patrick Simmons, "Black Water")
Durante questo periodo e per molte tournée future i Doobs si avvalsero della presenza sul palco e in studio del leggendario gruppo di ottoni The Memphis Horns dell'etichetta Stax Records per completare i ricchi arrangiamenti.
Verso la fine del 1974 Johnston non era più in grado di partecipare ai concerti: la sua salute si era in qualche modo guastata a causa dei numerosi impegni ed esibizioni. Quando, in primavera del 1975, fu pronto il quinto album Stampede, Johnston era all'ospedale con un'ulcera sanguinante. Il disco comprende una cover di Take Me in Your Arms e le composizioni di Simmons I Cheat The Hangman e Neal's Fandango (un breve pezzo scritto pensando a Neal Cassady, Jack Kerouac e Santa Cruz). Ry Cooder aggiunse la sua slide guitar a Rainy Day Crossroad Blues composta da Johnston. Fu allora il momento dell'ingresso nella formazione del tastierista, cantante e compositore Michael McDonald per l'indisposto Johnston e le parti cantate e suonate nei concerti furono ripensate per il nuovo organico.

### Gli anni di Michael McDonald
Il sesto album Takin' It to the Streets inaugura un nuovo periodo con un nuovo sound: meno rock basato sulle chitarre, più soul e soft rock con enfasi su tastiere e fiati e la chitarra di Baxter ad aggiungere uno stile jazzato e accordi in tonalità minore rispetto alla canzone. Tra le tracce, la title track e It Keeps You Runnin' sono composte da McDonald, mentre Porter scrisse For Someone Special per Johnston che contribuì con Turn It Loose. L'antologia The Best of The Doobies pubblicata l'anno dopo raggiunse nel tempo lo status di disco di diamante oltrepassando i 10.000.000 di copie vendute. Il ruolo di leadership di McDonald si andò cementando con il settimo LP Livin' on the Fault Line che contiene una cover del classico motown Little Darlin' (I Need You) ma anche Echoes of Love scritta da Patrick Mitchell dei Memphis Horns assieme a Earl Randle e Simmons e You Belong To Me di McDonald e Carly Simon. Baxter usò sull'album uno dei primi modelli di sintetizzatore per chitarra e il disco ha molto dell'era "cool jazz" che si stava vivendo musicalmente. Nonostante appaia nella foto dell'interno-copertina e sia compreso nella lista dei musicisti, Tom Johnston non ebbe brani suoi su Livin' on the Fault Line: aveva infatti registrato con i Doobs cinque delle sue nuove canzoni ma le fece ritirare e, una volta guarito, iniziò una carriera da solista pubblicando in seguito Everything You've Heard Is True (1979) e Still Feels Good (1981). In compenso il roadie Bobby LaKind diventò membro ufficiale come percussionista e vocalist.
Dopo quasi dieci anni di attività e concerti, la storia dei Doobies ebbe un ulteriore inaspettato culmine con la pubblicazione dell'ottavo LP Minute by Minute (1978) che passò cinque settimane al primo posto nella classifica dei più venduti e fu scelto per candidato al Grammy Award all'album dell'anno, affiancato dal singolo What a Fool Believes, il secondo del gruppo a essere numero uno e premiato nel 1980 anche con due Grammy Award: registrazione dell'anno e migliore interpretazione vocale pop. Tra le altre canzoni incluse nell'album How Do the Fools Survive? con un lungo assolo di Baxter, un altro bluegrass di Simmons Steamer Line Breakdown, e Here to Love You e Dependin' On You scritte da McDonald e Simmons. Johnston partecipò come guest vocalist. Ciò nonostante le pressioni sui musicisti aumentarono talmente con l'infittirsi degli appuntamenti live e in studio che i Doobs erano a un passo dallo scioglimento e anche le divergenze musicali tra McDonald e Baxter diventarono un serio argomento per aumentare i dissapori. I primi ad andarsene furono Hartman, LaKind e proprio Baxter.
I restanti Simmons, Knudsen, McDonald e Porter decisero di continuare favorendo l'inclusione del batterista Chet McCracken, del chitarrista John McFee e del cantante, tastierista e sassofonista Cornelius Bumpus. Con questa line-up suonarono ai concerti No Nukes organizzati dai Musicians United for Safe Energy al Madison Square Garden e al Battery Park City di New York. Nel 1980 uscì il nono album One Step Closer. McDonald collaborava ormai con molti cantanti del periodo come Kenny Loggins e Christopher Cross creando un sound trasversale tipico dei primi anni ottanta che era molto distante da quello dei Doobies. Alla fine del 1981 sia Porter sia Simmons si erano fatti da parte. Un ultimo concerto registrato nel 1982 e pubblicato nel 1983 con il titolo Farewell Tour vide quasi tutti i membri, storici e non, suonare assieme ma la foto di copertina ritrae Knudsen mentre taglia con le cesoie le corde della chitarra di McFee: una fine annunciata.

### Riformazione
Con il gruppo in ibernazione per un quinquennio, i singoli musicisti proseguirono il loro lavoro: Simmons pubblicò Arcade nel 1983; Johnston suonò con i Border Patrol; Knudsen e McFee con i Southern Pacific (fecero assieme quattro album: Southern Pacific, Killbilly Hill, Zuma e County Line); McDonald ebbe ancora molto successo da solista. Solo nel 1987, e casualmente – per un concerto di beneficenza per i veterani della guerra del Vietnam, si pensò a un concerto di rimpatriata: Johnston, Simmons, Baxter, McFee, Hartman, Hossack, Knudsen, McCracken, McDonald, Bumpus, LaKind, Porter e anche Templeman suonarono assieme in una formazione con quattro chitarristi, quattro batteristi e due tastieristi. E il 4 luglio replicarono a Mosca per il concerto per la Pace. Con una line-up che si ispirava a quella di Toulouse Street pubblicarono quindi nel 1989 con la Capitol Records il decimo album in studio Cycles: il singolo The Doctor vide Johnston alla voce e chitarra – un salto nel passato con un disco convincente. Nel 1991 incisero Brotherhood con la collaborazione di Jerry Lynn Williams, recuperando l'immagine da biker degli anni settanta.
In tour con continuità dal 1993, ebbero in questa fase numerosi cambi di formazione: Porter infatti si allontanò e fece un disco da solista (Playing to an Empty House), fu invece McDonald a tornare per un periodo come nel 1996 per il doppio dal vivo Rockin' Down the Highway: The Wildlife Concert, inaugurando una prassi di “porta aperta” tra i vari componenti, nonostante vi sia stato un processo contro McCracken, Bumpus e Shogren per l'utilizzo del nome nei concerti.

### 2000 ed oltre
Dopo la pubblicazione con la Rhino Records di un'ampia antologia con inediti in cofanetto Long Train Runnin': 1970-2000, fu il momento di un nuovo disco in studio, l'autoprodotto Sibling Rivalry, il primo dopo nove anni, con un mix di sonorità rock, hip hop, jazz e country e il gruppo a spartirsi democraticamente le composizioni e le parti vocali.
I Doobies suonano ancora con frequenza e nel 2004 pubblicano in doppio formato Cd e DVD Live at Wolf Trap registrato nel luglio di quell'anno. Nel 2008, 2009 e 2012 sono in tour con i Chicago. Frequenti sono ad oggi le comparse ad eventi musicali singoli, di beneficenza o, occasionalmente, come ospiti in programmi televisivi. Il tredicesimo album in studio World Gone Crazy esce il 28 settembre 2010 debuttando all'ottavo posto della classifica degli Independent Albums americana ed è accompagnato da una serie di concerti europei. Il disco è prodotto da Ted Templeman, Michael Hossack è alla batteria, Michael McDonald canta Don't Say Goodbye e il singolo Nobody è una riproposta dal primo album del 1971.
Nel 2012 pubblicano un video-documentario ufficiale, Let the Music Play: The Story of The Doobie Brothers, contenente interviste in esclusiva e preziose sequenze filmate dagli inizi degli anni settanta a oggi.
Nel 2014 esce il quattordicesimo album con la Sony Music Nashville, Southbound: un'ampia selezione di Greatest Hits reinterpretate da Michael McDonald e da giovani vocalist ospiti provenienti dalla scena country contemporanea (Sara Evans, Vince Gill, Hunter Hayes, Casey James, Toby Keith, Love and Theft, Jerrod Niemann, Brad Paisley, Blake Shelton, Tyler Farr, Chris Young, Charlie Worsham, e Zac Brown Band).
Tra maggio e settembre 2015 sono in tour con i Journey e Dave Mason e annunciano l’ingresso in formazione di Bill Payne che tuttavia rimane allo stesso tempo il tastierista dei Little Feat dove tornerà in esclusiva nel 2022. Nel 2017 sono ancora appaiati con i Chicago per i concerti e, in luglio, anche con Eagles e Steely Dan; tra ottobre e novembre 2017 e nel 2018, fino a luglio, sono prima in Europa e poi in patria per aprire le performance degli Steely Dan. Marc Quiñones (ex The Allman Brothers Band) si aggiunge come percussionista in maggio 2018 coprendo il posto del batterista Tony Pia, il quale, entrato in precedenza per sostituire Hossack, aveva lasciato nel 2016. Il 15 e 16 novembre 2018 si esibiscono dopo 25 anni di assenza al Beacon Theatre di New York con un programma che comprende gli album Toulouse Street e The Captain and Me suonati di seguito nella loro interezza con l’aggiunta di una selezione di hits; le registrazioni diventano un disco dal vivo, Live From the Beacon Theatre, pubblicato dalla Rhino l’anno successivo quando, nell’estate, si trovano in tour con Santana.
Nel novembre 2020 sono ammessi alla Rock and Roll Hall of Fame di Cleveland con una cerimonia tenutasi a distanza e trasmessa da HBO Max con interventi pre-registrati a causa della pandemia COVID-19. Quindi, con ritardo, in agosto 2021 possono iniziare la serie di concerti per il loro 50º anniversario. L’EP inciso e pubblicato durante il periodo di quarantena (comprendente Don't Ya Mess With Me e Oh Mexico di Johnston e Better Days e Cannonball di Simmons) diventa in ottobre 2021 Liberté, un nuovo album, composto avvalendosi della collaborazione di John Shanks.
La formazione attuale comprende: Johnston, Simmons, McDonald, McFee e i turnisti John Cowan (basso, voce e cori), Marc Russo (sax), Marc Quiñones (percussioni, cori) e Ed Toth (batteria, percussioni).
LaKind, Shogren, Bumpus, Knudsen, Hossack, Hartman e McCracken sono nel frattempo scomparsi.

## Formazione

### Attuale

#### Membri ufficiali
- Tom Johnston - chitarra, armonica, tastiere, voce (1969-1977, 1987-presente)
- Pat Simmons - chitarra, tastiere, banjo, flauto, voce (1970-1982, 1987-presente)
- Michael McDonald - voce, tastiere (1975-1982, 1987, 1992, 1995-1996, 2019-presente)
- John McFee - chitarra, violino, voce (1979-1982, 1987, 1993-presente)

#### Turnisti
- Marc Russo - sassofono (1998-presente)
- John Cowan - basso, voce, cori (1993-1995, 2010-presente)
- Marc Quiñones - percussioni, cori (2018-presente)
- Ed Toth - batteria, percussioni (2007-presente)

### Storica
- Tom Johnston - voce, chitarra
- Pat Simmons - voce, chitarra
- Michael McDonald - voce, tastiere
- Jeff Baxter - chitarra, Pedal steel guitar
- Tiran Porter - basso acustico
- John Hartman - batteria, percussioni

### Ex componenti

#### Membri ufficiali
- John Hartman - batteria, cori (1969-1979, 1987-1992)
- Dave Shogren - basso, cori (1970-1972)
- Michael Hossack - batteria (1971-1973, 1987-2012)
- Tiran Porter - basso, voce (1972-1980, 1987-1992)
- Keith Knudsen - batteria, voce, cori (1973-1982, 1987, 1992-2005)
- Jeff "Skunk" Baxter - chitarra, cori (1974-1979, 1987, 1992)
- Bobby LaKind - percussioni, cori (1977-1979, 1987-1989, 1992)
- Chet McCracken - batteria (1979-1982, 1987, 1993, 1995)
- Cornelius Bumpus - sassofono, flauto, tastiere, voce (1979-1982, 1987, 1989-1990, 1993, 1995)
- Willie Weeks - basso, cori (1980-1982, 1993)

#### Turnisti
- Andy Newmark - batteria (1981)
- Dale Ockerman - tastiere, chitarra, cori (1988-1995)
- Jimi Fox - percussioni, cori (1989-1991)
- Richard Bryant - percussioni, voce (1989-1991)
- Danny Hull - sassofono, armonica, tastiere, cori (1993-1995, 1996-1998)
- Bernie Chiaravalle - chitarra, cori (1995)
- Skylark - basso, voce (1995-2010)
- Guy Allison - tastiere, cori (1996-2015)
- M. B. Gordy - batteria (2001-2005)
- Ed Wynne - chitarra (2002)
- Tony Pia - batteria, percussioni (2010-2016)
- Bill Payne - tastiere, cori (2015-2022, contributo sessioni 1972-1974, 1978, 1988, 2009-2010)

## Discografia

### Album in studio
- 1971 – The Doobie Brothers
- 1972 – Toulouse Street
- 1973 – The Captain and Me
- 1974 – What Were Once Vices Are Now Habits
- 1975 – Stampede
- 1976 – Takin' It to the Streets
- 1977 – Livin' on the Fault Line
- 1978 – Minute by Minute
- 1980 – One Step Closer
- 1989 – Cycles
- 1991 – Brotherhood
- 2000 – Sibling Rivalry
- 2010 – World Gone Crazy
- 2014 – Southbound
- 2021 – Liberté
- 2025 - Walk This Road

### Live
- 1983 – Farewell Tour
- 1996 – Rockin' Down the Highway: The Wildlife Concert
- 1999 – Best of the Doobie Brothers Live
- 2004 – Live at Wolf Trap
- 2011 – Live at the Greek Theater 1982
- 2019 – Live From the Beacon Theatre

### Raccolte
- 1976 – Best of the Doobies
- 1981 – Best of The Doobies Volume II
- 1993 – Listen to the Music: The Very Best of The Doobie Brothers
- 1999 – Long Train Runnin': 1970-2000
- 2001 – Greatest Hits
- 2002 – Doobie's Choice
- 2003 – Divided Highway
- 2007 – The Very Best of The Doobie Brothers

### Video
- 2004 – Rockin' Down the Highway: The Wildlife Concert
- 2004 – Live at Wolf Trap
- 2011 – Live at the Greek Theater 1982
- 2012 – Let the Music Play - The Story of The Doobie Brothers